# Rhyacophila confissa
Rhyacophila confissa är en nattsländeart som beskrevs av Lazar Botosaneanu 1970. Rhyacophila confissa ingår i släktet Rhyacophila och familjen rovnattsländor. Inga underarter finns listade i Catalogue of Life.